# Johann Lange (Politiker)
Johann Lange (* 24. Januar 1897 in Wilhelmshaven; † 20. Oktober 1956 ebenda) war ein deutscher Politiker der SPD. Er war vom 20. April 1947 bis zum 20. Oktober 1956 Abgeordneter des Landtags von Niedersachsen.

## Leben
Lange besuchte die Volksschule und anschließend eine Berufsschule. Ab 1916 nahm er bis 1918 am Ersten Weltkrieg teil. Er war bis 1923 Geschäftsführer beim Deutschen Verkehrsbund und anschließend bis 1933 als Angestellter in der Stadtverwaltung Nordenham tätig. Wegen seiner Mitgliedschaft in der SPD wurde Lange 1933 entlassen und unter Polizeiaufsicht gestellt. Danach arbeitete er bis 1936 beim Gas- und Elektrizitätswerk von Wilhelmshaven und wurde 1936 Bezirksleiter bei der Karlsruher Lebensversicherung. Während der Zeit des Zweiten Weltkriegs war er von 1939 bis 1945 im Kriegseinsatz. 

## Politik
Nach Ende des Krieges war Lange am Wiederaufbau der SPD Weser-Ems beteiligt und zog bei der Landtagswahl 1947 für den Wahlkreis 74 in den niedersächsischen Landtag ein. Dem gehörte er von Beginn der ersten Legislaturperiode vom 20. April 1947, bis zu seinem Tod am 20. Oktober 1956, während der dritten Legislaturperiode, an.

## Weblink
- AdsD: SPD-Abgeordnete im Landtag von Niedersachsen seit 1946